# R136a1
R136a1 (thường được viết tắt là RMC 136a1) là một trong những ngôi sao nặng nhất và sáng nhất, có khối lượng gấp 215 lần khối lượng Mặt Trời, và có độ sáng gấp 6,2 triệu lần độ sáng Mặt Trời, cũng là một trong những ngôi sao nóng nhất, với nhiệt độ lên đến 46.000 độ C. Nó là một ngôi sao Wolf–Rayet ở trung tâm của R136, nơi tập trung của các sao thuộc cụm sao mở NGC 2070 lớn trong Tinh vân Tarantula (30 Doradus) trong Đám mây Magellan Lớn. Có thể nhìn thấy cụm sao về hướng xa bán cầu nam bằng ống nhòm hoặc kính thiên văn nhỏ, ở cường độ 7,25. Bản thân R136a1 mờ hơn 10.000 lần và chỉ có thể quan sát bằng cách sử dụng Phép đo giao thoa đốm.

## Phát hiện
Năm 1960, một nhóm các nhà thiên văn học làm việc tại Đài quan sát Radcliffe ở Pretoria đã thực hiện các phép đo có hệ thống về độ sáng và quang phổ của các ngôi sao sáng trong Đám mây Magellan Lớn. Trong số các thiên thể được lập danh mục là RMC 136 (danh mục Đám mây Magellanic của đài quan sát Radcliffe số 136), là "ngôi sao" trung tâm của Tinh vân Tarantula mà các nhà quan sát kết luận có thể là một hệ thống nhiều sao. Các quan sát tiếp theo sau đó cho thấy R136 nằm ở giữa một vùng khổng lồ đầy hydro bị ion hóa, được gọi là Vùng H II, là trung tâm của quá trình hình thành tinh vân trong vùng lân cận của các sao được quan sát.
Năm 1979, kính thiên văn ESO 3,6 m được sử dụng để phân tích R136 thành ba phần; R136a, R136b và R136c. Tính chất tự nhiên chính xác của R136a không rõ ràng và là chủ đề của một cuộc thảo luận gay gắt. Ước tính độ sáng của vùng trung tâm ở đó sẽ cần tới 100 ngôi sao nóng lớp O trong vòng nửa parsec ở trung tâm của cụm, đã dẫn đến suy đoán rằng một ngôi sao có khối lượng gấp 3.000 lần Mặt trời là lời giải thích khả dĩ hơn.
Chứng minh ban đầu rằng R136a là một chòm sao được Weigelt và Beier đưa ra vào năm 1985. Họ sử dụng Phép đo giao thoa đốm, R136a được chứng minh là được tạo thành từ 8 ngôi sao trong vòng 1 cung giây ở trung tâm của chòm sao, với R136a1 là ngôi sao sáng nhất.
Xác nhận cuối cùng về tính chất tự nhiên của R136a được đưa ra sau khi Kính viễn vọng không gian Hubble ra mắt. Camera hành tinh và đồng rộng của nó (WFPC) sẽ xem R136a tại ít nhất 12 phần và sẽ cho thấy R136 chứa hơn 200 ngôi sao cực sáng. Camera hành tinh và đồng rộng 2 (WFPC2) tiên tiến hơn cho phép nghiên cứu 46 ngôi sao phát sáng khổng lồ trong phạm vi nửa parsec của R136a và hơn 3.000 ngôi sao trong bán kính 4,7 parsec.

## Đặc tính vật lý
|  |

R136a1 là một ngôi sao dạng Wolf–Rayet (là những sao có khối lượng lớn trên 20 lần khối lượng Mặt Trời M, có tốc độ thất thoát vật chất sao cao thông qua gió sao với vận tốc lên tới hơn 2.000km/s. Trong khi Mặt Trời của chúng ta hàng năm thất thoát 2x10¹³ tấn thì các sao WR thổi ra ngoài không gian một lượng vật chất ít nhất 2x10²² tấn, gấp 1 tỉ lần thất thoát của Mặt Trời). R136a1 trong một triệu năm vừa qua đã thất thoát một khối lượng vật chất bằng khoảng 50 lần M. Bề mặt R136a1 có nhiệt độ khoảng 56.000 K
R136a1 được xác định là có tuổi khoảng 1,7 triệu năm, và lần ngược lại theo tốc độ thất thoát vật chất của nó, người ta dự đoán khối lượng ban đầu của nó khoảng hơn 320 lần M. Điều nay đã vi phạm một số mô hình trước đó cho rằng khối lượng giới hạn của một ngôi sao là 150 lần M.